# リセ・サン＝ルイ

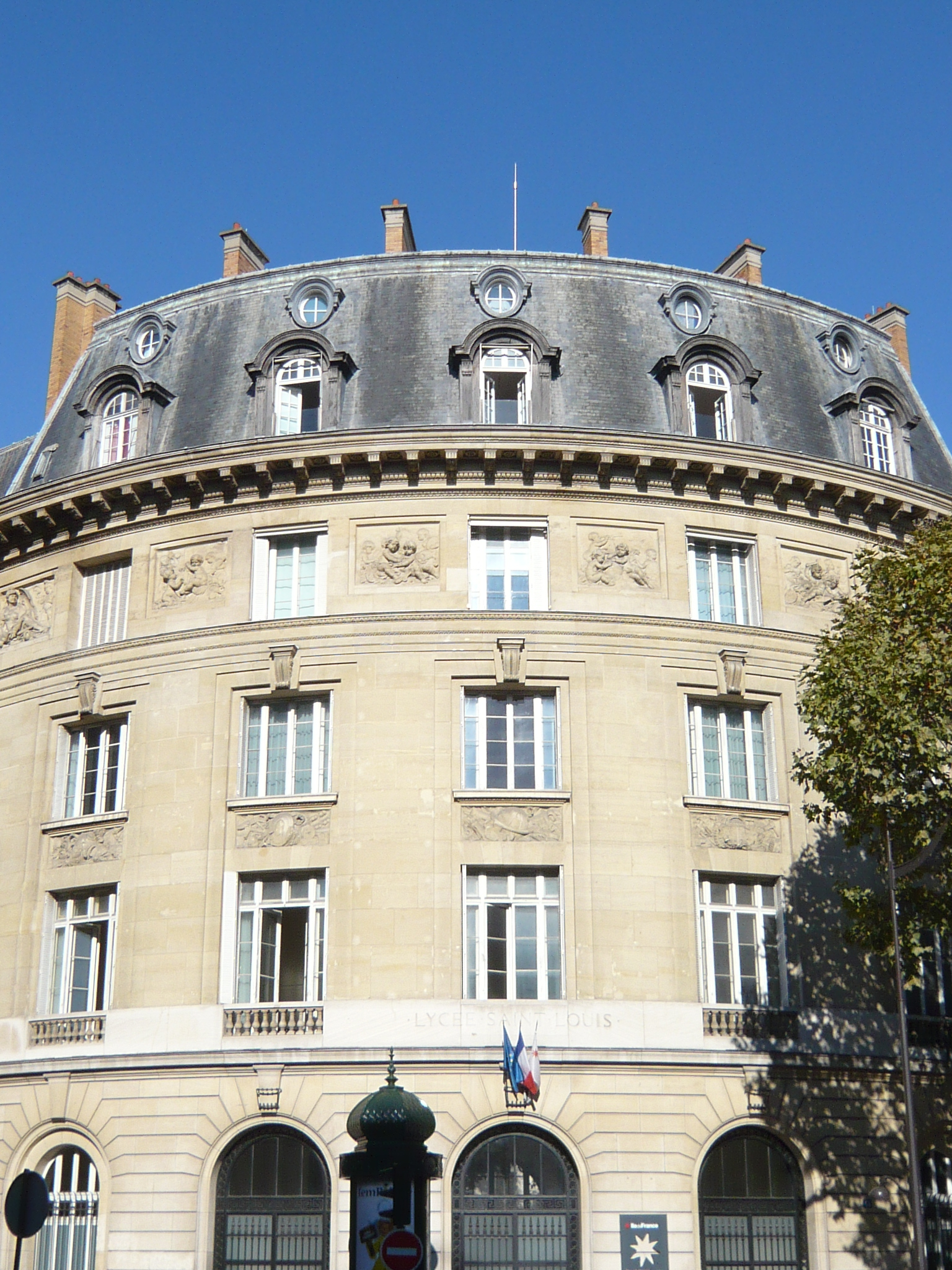
正面玄関。

リセ・サン＝ルイ（Lycée Saint-Louis）は、パリ6区のカルチェラタンにあるリセ（日本の高等学校に相当）。
アンリ4世校やリセ･ルイ・ル・グランとともに最も権威あるリセの一つ。
1820年まで、サンルイ高校はコレージュダルクールと名付けられていた (Latin: Collegio Harcuriano) 。

## 著名な卒業生
- クロード・アレグル（1937年生まれ）、元大臣、地球化学者
- シャルル・ボードレール（1821–1867）、作家
- ジョセフ・ベルトラン（1822–1900）、数学者、アカデミー・フランセーズ会員
- ニコラ・ボアロー＝デプレオー（1636–1711）、作家、アカデミー・フランセーズ会員
- フォルチュネ・デュ・ボアゴベイ（1821–1891）、作家
- ジョルジュ・シャルパック（1924–2010）、物理学者、1992年ノーベル物理学賞
- ユベール・キュリアン（1924–2005）、物理学者、元研究大臣
- ドニ・ディドロ（1713–1784）、作家、哲学者
- シャルル＝フランソワ・デュプイ（1742–1809）、作家
- ピエール＝ジル・ド・ジェンヌ （1932–2007）、物理学者、1991年ノーベル物理学賞
- シャルル・グノー（1818–1893）、作曲家
- ジョリス＝カルル・ユイスマンス （1848–1907）、小説家、美術評論家
- ウジェーヌ・マリン・ラビッシュ（1815–1888）、劇作家
- アンリ・ルベーグ（1875–1941）、数学者
- シャルル・ド・モンテスキュー（1689–1755）、作家、哲学者、『法の精神』の著者
- ルイ・ネール（1904–2000）、物理学者、1970年ノーベル物理学賞
- ルイ・パスツール（1822–1895）、化学者、微生物学者、アカデミー・フランセーズ会員
- シャルル・ペロー（1628–1703）、作家、学者
- ジャン・ラシーヌ（1639–1699）、劇作家、学者
- アラン・ロブ・グリレット（1922–2008）、ヌーヴォー・ロマンの作家、映画監督、アカデミー・フランセーズ会員証
- アレクサンドル・ルセリン・ド・サン・アルビン（1773–1847）、政治家
- シャルル・ド・サンテヴレモンド（1613–1703）、作家
- アントワーヌ・ド・サン＝テグジュペリ（1900–1944）、作家、飛行士
- クロード・シモン（1913–2005）、作家、ノーベル文学賞1985
- タレーラン（1754–1838）、政治家
- イヴ・タンギー（1900–1955）、シュルレアリスムの画家
- ルネ・トム（1923–2002）、数学者、フィールズ賞1958
- アフメット・ヴェフィク・パシャ（1823–1891）、オスマン帝国の政治家、外交官、劇作家
- アンドレ・ヴェイユ（1906–1998）、数学者
- エミール・ゾラ（1840–1902）、自然主義文学の作家
- ジュール・マスネ（1842–1912）、作曲家